# Leucania extenuata
Leucania extenuata là một loài bướm đêm trong họ Noctuidae.